# Bergkristall (Stifter)
Bergkristall – (Der heilige Abend) ist eine Erzählung von Adalbert Stifter (1845/1853).

## Überblick

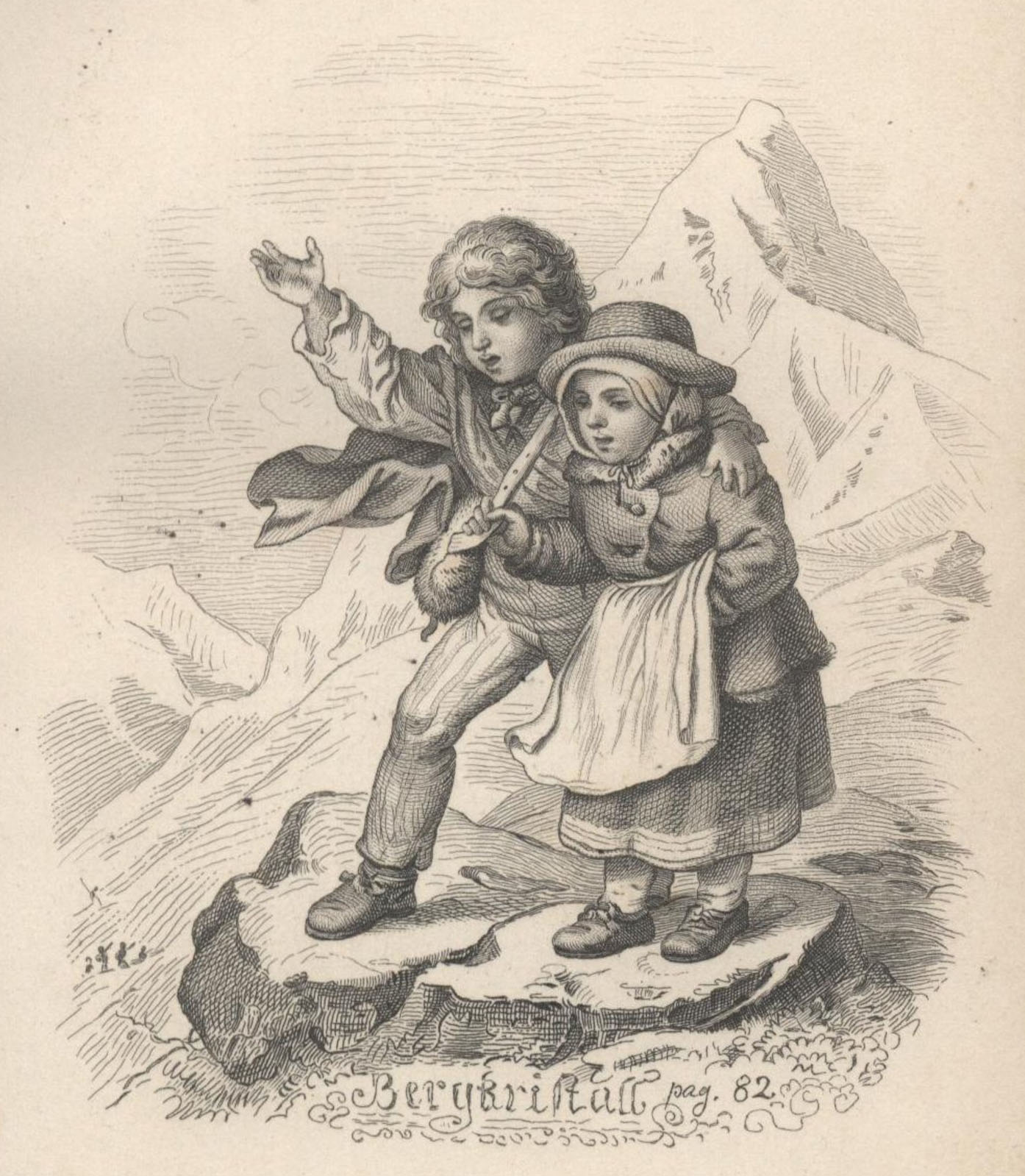
Illustration aus der Erstausgabe der Bunten Steine (Ludwig Richter)

Die Erzählung Bergkristall erschien erstmals 1845 in der Zeitschrift Die Gegenwart und trug hier noch den Titel Der heilige Abend. 1853 fand sie dann in überarbeiteter Fassung unter dem Titel Bergkrystall (dann: Bergkristall) Eingang in die Sammlung Bunte Steine. Die Erzählung soll durch ein Aquarell des Stifter-Freundes Friedrich Simony inspiriert worden sein, das eine Gletscherhöhle zeigt. Auch traf er in Hallstatt ein Kinderpaar, das beim Erdbeerensammeln von einem Unwetter überrascht worden war und unter einem Felsen Schutz gesucht hatte.
Bergkristall gilt als die ergreifendste Erzählung, die Stifter geschrieben hat. Er schildert einerseits die Natur, in die die Kinder hineingeraten, und andererseits die Wirkung auf sie und für die um sie bangenden und sie suchenden Erwachsenen. Der Autor verwendet religiöse Motive: Zu Weihnachten verirren sich die Kinder im Hochgebirge, und als sie lebendig und wohlbehalten zu ihren Familien zurückkehren, ist das wie eine Auferstehung zum Osterfest. Diese Erzählung, die in der heiligen Nacht spielt, vermittelt also die Vorbereitungen zum bevorstehenden Geburtsfest Jesu (Weihnachten), die Todesgefahr (Karfreitag), die Rettung aus der Todesgefahr (Ostern) und die anschließende Versöhnung (Pfingsten). Die Personen der Handlung feiern nicht nur die kirchlichen Feste, sondern erfahren deren Bedeutung mit Leib und Seele. Der erste Satz der Erzählung ist also als „Programm“ aufzufassen: „Unsere Kirche feiert verschiedene Feste, welche zum Herzen dringen“.

## Inhalt
Bruder und Schwester verirren sich am Heiligen Abend im Gebirge, sie verbringen die Nacht in einer Steinhöhle. Noch in der Nacht sind die Männer aus zwei Bergdörfern aufgebrochen, um die Kinder zu suchen. Am Morgen des Weihnachtstages werden die Kinder unversehrt gefunden. Die Bewohner der beiden Bergdörfer, die sich bisher gegenseitig als Fremde angesehen und behandelt haben, versöhnen sich aufgrund dieser gemeinsamen Rettungsaktion.
Die Handlung rahmt Stifter mit Betrachtungen über die kirchlichen Feste. Das „Happy End“ zeigt: Die Feiern und die tätige Sorge um die in Gefahr geratenen Kinder verändern die Menschen so, dass sie einander näherkommen. Allerdings findet sich kein Wort über diese ethische Dimension in der Erzählung; vielmehr schildert Stifter die Naturerscheinungen und deren Wirkungen auf das Gemüt der Personen. Im Einzelnen hat die Erzählung folgenden Inhalt:
Zwei fiktive Bergdörfer – Gschaid und Millsdorf – sind durch den Berg Gars voneinander getrennt, die Einwohner betrachten sich gegenseitig als Fremde. Dessen ungeachtet hat der Schuster Sebastian aus Gschaid die Millsdorfer Färberstochter Susanna geheiratet. Das Ehepaar hat zwei Kinder, Konrad und Sanna. Am Heiligen Abend schickt die Mutter Konrad und Sanna zu den Großeltern in Millsdorf, um ihnen Weihnachtsgrüße und -geschenke zu übermitteln. Dazu gehen die Kinder über den Pass namens „Hals“, der über den Berg Gars führt. Die Großmutter schickt ihrerseits die Kinder so rechtzeitig auf den Heimweg, dass sie vor Einbruch der Dämmerung wieder daheim sein müssten.
Auf dem Heimweg geraten sie in dichten Schneefall. Auf dem Hals verirren sie sich, finden auch nicht den gewohnten Wegweiser: eine rote Säule, die dort als Mahnmal für einen tödlich verunglückten Wanderer steht. Anstatt talwärts zu gehen, irren die Kinder hinauf in die nackte Fels- und Eisregion. Als es dämmert, steigen sie in eine Steinhöhle, um dort zu übernachten. Gegen die Kälte trinken sie von dem Kaffee, den die Großmutter für die Eltern eingepackt hat. Jetzt ist Konrad, der ältere der Geschwister, überwältigt von den Natureindrücken. Die Kinder hören das Eis krachen; sie sehen am Nachthimmel ein Nordlicht wabern. Bei Einbruch der Morgendämmerung brechen Konrad und Sanna auf, um einen Weg talwärts zu finden.
Inzwischen sind aus beiden Dörfern, Gschaid und Millsdorf, die Männer aufgebrochen, um nach den Kindern zu suchen. Als sie gefunden sind, werden sie auf einem Schlitten heimgefahren. Im Elternhaus treffen sich alle Freunde und Nachbarn, sogar die Großmutter aus Millsdorf ist angereist.
Nun kann es für die Menschen aus beiden Dörfern Weihnachten werden. Sanna: „Mutter, ich habe heute nachts, als wir auf dem Berge saßen, den heiligen Christ gesehen.“ – „O … du mein liebes… Kind,“ antwortete die Mutter… Die gemeinsame Rettung der Kinder wird zum Gesprächsstoff im Gasthaus. „Die Kinder waren von dem Tage an erst recht das Eigentum des Dorfes geworden, sie wurden von nun an nicht mehr als Auswärtige, sondern als Eingeborene betrachtet, die man sich von dem Berge herabgeholt hatte. Auch ihre Mutter… war nun eine Eingeborene von Gschaid.“
Die Geschehnisse stehen bildlich für die wichtigsten Etappen des Kirchenjahres: Die Kinder sind nach der Todesgefahr im Gebirge nun wieder unter den Lebenden; das ist wie Karfreitag (Tod Jesu) und Ostern (Auferstehung). Die Bewohner der beiden Dörfer machen sich zur gemeinsamen Rettungsaktion auf und betrachten daher einander nicht länger als Fremde: ein Beispiel für die Auswirkung von Pfingsten. Stifter erwähnt die kirchlichen Feste nur in seiner Einleitung. Die Auswirkungen auf den Charakter der Menschen schildert er ausschließlich anhand des den Naturgewalten ausgesetzten Seins.
Zitate nach der Goldmann-Ausgabe der „Bunten Steine“, 6. Auflage 1998, S. 183f.

## Verfilmungen
Die erste, frei interpretierte Verfilmung drehte der spätere Winnetou-Regisseur Harald Reinl 1949 unter dem Titel Bergkristall (auch bekannt unter dem Alternativtitel Der Wildschütz von Tirol) ausschließlich mit Laienschauspielern. Er verband die Erzählung darin mit einem Kriminalfall als Haupthandlung. 1954 entstand ein 50-minütiger Fernsehfilm Bergkristall unter Regie von Albert Lippert mit Hermann Kner und Emmy Percy-Wüstenhagen. 1974 drehte Paul Stockmeier für den ORF einen weiteren Fernsehfilm, bei dem Leopold Rudolf der Erzähler war.
Eine vierte Verfilmung, erneut für den ORF, entstand 1999 unter dem Titel Bergkristall – Verirrt im Schnee, unter anderem mit Tobias Moretti. Die Erzählung, in der die Dörfer Gschaid und Millsdorf einander nicht nur fremd, sondern sogar verfeindet sind, diente 2004 als – sehr frei verwendete – Grundlage des gleichnamigen Kinofilms von Joseph Vilsmaier, der unter anderem mit Daniel Morgenroth, Dana Vávrová und Katja Riemann sowie dem damals noch jungen François Goeske in der Hauptrolle besetzt ist. Das Besondere dieser Verfilmung ist, dass die Kinder nicht die Großeltern, sondern die Mutter besuchen, nachdem diese wegen der jahrelangen Anfeindungen durch die Gschaider wieder nach Millsdorf zurückgekehrt war. Daher führt die gemeinsame Suche nach Sanna und Konrad hier nicht nur die beiden Dörfer, sondern auch die Familie wieder zusammen.  

## Ausgaben
- Adalbert Stifter: Bunte Steine. Bd. 2. Heckenast, Wigand, Pest u. Leipzig 1853 (Digitalisat und Volltext im Deutschen Textarchiv).
- Adalbert Stifter: Bunte Steine. Erzählungen. Mit einem Nachw., einer Zeittaf. zu Stifter, Anm. und bibliogr. Hinweisen von Hannelore Schlaffer. Vollst. Ausg. (6. Aufl.), Goldmann, München 1998, ISBN 978-3-442-07547-8.
- Adalbert Stifter: Bergkristall. Erzählung. Nachwort u. Anm. v. Helmut Bachmaier, Reclam, Stuttgart 2020, ISBN 978-3-15-011301-1.
- Adalbert Stifter: Bergkristall. Mit zahlreichen Fußnoten zum besseren sprachlichen und historischen Verständnis. edition:nihil.interit, Wien 2021, ISBN 979-8-481-62031-2.

## Hörbücher
- gekürzt vorgelesen von Mila Kopp, SWR Edition, Länge: 32 Min, Format: 1 CD oder Download, 2012.
- gekürzt vorgelesen von Erich Ponto, Universal Music Family Entertainment (Deutsche Grammophon), Aufnahme: Baden-Baden, November 1953, Länge: 46 Min, Format: 1 CD oder Download, ISBN 978-3-829109-95-6.
- ungekürzt vorgelesen von Doris Kunstmann, Argon Verlag, 2006, Länge: 124 Min, Format: 2 CDs oder Download, ISBN 3-87024-057-1.
- ungekürzt vorgelesen von Detlef Bierstedt, Audible, 2014, Länge: 118 Min, Format: Download.
- ungekürzt vorgelesen von Hans Jochim Schmidt, Vorleser Schmidt Hörbuchverlag, 2009, Länge: 145 Min, Format: 1 MP3-CD oder Download, ISBN 978-3-937976-37-2.
- ungekürzt vorgelesen von Markus Pol, Audio Media Digital, 2006, Länge: 129 Min, Format: 2 CDs oder Download, ISBN 978-3-902560-15-5.
- Hörbuch mit Musik, gekürzt vorgelesen von Alexander Netschájew, Antje Uhle (Klavier), Pro Art Tonlabor, 2002, Länge: 74 Min, Format: 1 CD oder Download, ISBN 3-00-009423-7.
- Bergkristall Public-Domain-Hörbuch bei LibriVox